# تينا تومسون
تينا تومسون (بالإنجليزية: Tina Thompson) مواليد 10 فبراير 1975 في لوس أنجلوس، هي لاعبة كرة سلة أمريكية سابقة أصبحت مدربة بدأت مسيرتها الاحترافية في سنة 1997. تم اختيارها من قبل فريق هيوستن كومتز خلال الدرافت تدرب في دوري الاتحاد الوطني لكرة السلة النسائية وحملت الرقم 7. شاركت في دورة الألعاب الأولمبية الصيفية سنة 2004. اعتزلت اللعب في 2014. فازت بلقب دوري المحترفات. شاركت 9 مرات في مباراة كل النجوم.

## المسيرة الاحترافية
لعبت مع هيوستن كومتز من سنة 1997 إلى 2008، ثم لعبت مع لوس أنجلوس سباركس من سنة 2009 إلى 2011، ثم لعبت مع سياتل ستورم في موسم 2012–2013.

## الميداليات
| الميدالية | المسابقة                           |
| --------- | ---------------------------------- |
| ذهبية     | الألعاب الأولمبية الصيفية 2004     |
| ذهبية     | الألعاب الأولمبية الصيفية 2008     |
| ذهبية     | كأس العالم لكرة السلة للسيدات 1998 |
| برونزية   | كأس العالم لكرة السلة للسيدات 2006 |
| فضية      | الألعاب الجامعية الصيفية 1995      |

## روابط خارجية
- تينا تومسون على موقع الاتحاد الدولي لكرة السلة (الإنجليزية)
- تينا تومسون على موقع الاتحاد الوطني لكرة السلة النسائية (الإنجليزية)
- تينا تومسون على موقع كرة السلة الأوروبية.كوم (الإنجليزية)
- تينا تومسون على موقع كلية كرة السلة في سبورتس رفرنس.كوم (الإنجليزية)
- تينا تومسون على موقع ريلجم (الإنجليزية)
- تينا تومسون على موقع بروبوليرز (الإنجليزية)
- تينا تومسون على موقع قاعة مشاهير كرة السلة للسيدات (الإنجليزية)
- تينا تومسون على موقع سبورتس رفرنس (الإنجليزية)
- تينا تومسون على موقع كلية كرة السلة في سبورتس رفرنس.كوم (الإنجليزية)
- تينا تومسون على موقع سبورتس رفرنس (الإنجليزية)